# Hernán Raffo
Hernán Leopoldo Raffo Abarca (Valparaíso, 2 luglio 1929 – Villa Alemana, 24 luglio 2012) è stato un cestista cileno.

## Carriera
Con il Cile ha disputato tre edizioni dei Giochi olimpici: 1948, 1952 e 1956, oltre ai Mondiali 1954. Ai Giochi panamericani del 1951, chiusi al 5º posto, è stato eletto MVP del torneo.
Soprannominato "Señor Puntería", ha vinto il campionato cileno con la maglia del Club New Crusaders nel 1950, 1955 e 1958. Si è ritirato a 30 anni di età, avendo vestito in carriera la sola maglia dei Crusaders.